# Calidris acuminata
El correlimos acuminado (Calidris acuminata) es un ave limícola perteneciente a la familia Scolopacidae. Habita en el sudeste de Asia y en Australasia.

## Taxonomía
Según estudios recientes, el correlimos acuminado podría considerarse una especie del género Philomachus - su nombre científico sería P. acuminatus -, que por ahora contiene solo al combatiente. Si este cambio llega a producirse, entonces el correlimos falcinelo también debería considerarse como miembro del género Philomachus.
Mientras que el último es un correlimos bastante peculiar, el correlimos acuminado es mucho más similar a las demás especies de Calidris/Erolia, como el playerito pectoral. Por un lado, su tamaño, sus patas largas y la coloración de las plumas del pecho, que va atenuándose a medida que va llegando al vientre (en vez de mantenerse siempre del mismo tono) indican que sería correcto categorizarlo dentro del género Philomachus. Sin embargo, ya que las aves de diferentes especies pero de la misma familia pueden reproducirse entre sí, es posible que el ADN mitocondrial haya dado una imagen falsa del verdadero genoma del correlimos acuminado. El correlimos zarapitín, que se cree que se relaciona con el híbrido conocido como "correlimos de Cooper" ("Calidris" × cooperi) y el acuminado, es otro correlimos raro difícil de categorizar.

## Distribución y hábitat
Habita en la tundra cenagosa del noreste de Asia. Es un ave migratoria que pasa los inviernos en el sureste de Asia y en Australasia; también puede migrar hacia América del Norte y Europa Occidental durante el otoño, pero únicamente como ave accidental. 

## Descripción
Los adultos son de color pardo con plumas más oscuras en la parte superior, vientre blanco y pecho amarillento; además, tienen una lista superciliar blanca sobre los ojos y una cresta de color castaño. En invierno, el plumaje adquiere una coloración gris en la parte superior. Los pichones, por su parte, tienen plumas más brillantes, con colores más claros y rayas blancas en su parte posterior.
Esta ave se parece mucho al playerito pectoral, y ambas especies conviven en la misma zona de distribución. Se diferencia de esta especie en el color de las plumas del pecho, en su lista superciliar más marcada y en su cresta más gruesa. También tiene algunas similitudes físicas con el Erolia subminuta, pero es de mayor tamaño que este último. 

## Comportamiento

### Reproducción
Se sabe poco acerca de los hábitos reproductivos de estas aves; anida a nivel del suelo y el macho realiza un vuelo para avistar posibles peligros.

### Alimentación
Estas aves escarban sobre los pastizales y las marismas, como el playerito pectoral; elige su alimento mediante la vista y a veces por instinto. Se alimenta principalmente de insectos y otros invertebrados. 